# Colin Stein
Colin Stein (født 10. maj 1947 i Linlithgow, Skotland) er en tidligere skotsk fodboldspiller, der spillede som angriber. Han var på klubplan tilknyttet Hibernian, Rangers og Kilmarnock i hjemlandet, samt engelske Coventry City. Bedst husket er han for sine syv sæsoner hos Rangers, som han blandt andet vandt to skotske mesterskaber og Pokalvindernes Europa Cup i 1972 med.
Stein spillede desuden 21 kampe og scorede ni mål for det skotske landshold. Han scorede den 17. maj 1969 fire mål i en 8-0 sejr over Cypern, og blev her den seneste spiller til at score et hat-trick for Skotland.

## Titler
Skotsk Premier League
- 1976 og 1978 med Rangers F.C.

Skotsk FA Cup
- 1976 og 1978 med Rangers F.C.

Skotsk Liga Cup
- 1971, 1976 og 1978 med Rangers F.C.

Pokalvindernes Europa Cup
- 1972 med Rangers F.C.